# Retorsje
Retorsje (fr. rétorsion) – symetryczna, zgodna z prawem międzynarodowym nieprzyjazna działalność podejmowana przez państwo jako odwet – w odpowiedzi na nieprzyjazne działanie innego państwa.
Określenie to jest używane w języku dyplomatycznym oraz w stosunkach gospodarczych pomiędzy państwami.
Retorsje, jako działania odwetowe, powinny ograniczyć się do środków tego samego rodzaju, jak zastosowane przez to inne państwo. Mogą być stosowane, jeśli działanie powodujące ich zastosowanie nie jest naruszeniem prawa międzynarodowego (np. uznanie przedstawiciela dyplomatycznego za persona non grata, niekiedy też podniesienie ceł). Stosowaniem retorsji winna rządzić zasada proporcjonalności.
Działanie mające charakter retorsji powinno zakończyć się natychmiast po ustaniu działania, które stanowiło jego przyczynę.